# Акбулак (Акжаїцький район)
Акбула́к (каз. Ақбұлақ) — село у складі Акжаїцького району Західноказахстанської області Казахстану. Входить до складу Аксуатського сільського округу.
У радянські часи село називалось Кальоне.
Населення — 124 особи (2021; 203 у 2009, 321 у 1999, 431 у 1989).